# Métridine
La métridine (EC 3.4.21.3) est une enzyme protéolytique de type sérine-protéase isolée chez l'anémone de mer Metridium senile.